# The Metropolitan Opera
The Metropolitan Opera (i daglig tale kaldet The Met) er et af verdens førende operahuse. Operaen har hjemsted i Lincoln Center for the Performing Arts på Manhattan i New York.
Operaen åbnedes i 1883 på hjørnet af Broadway og 39. gade. I september 1966 flyttede den til bedre faciliteter Lincoln Center.

## Radiotransmissioner fra The Metropolitan Opera
The Metropolitan Opera er verdenskendt for sine direkte radiotransmissioner. Sæsonen varer normalt fra december til maj. Den første udsendelse fandt sted den 25. december 1931 med Engelbert Humperdincks Hans og Grete (Hänsel und Gretel).
Den 7. december 1941 begyndte udsendelser lørdag eftermiddag sponsoreret af Texaco. Operaen var Mozarts Figaros bryllup (Le nozze di Figaro). Texacos sponsorat endte i 2004, da Texaco fusionerede med Chevron. Fra sæsonen 2005-2006 er det overtaget af Toll Brothers.
I de syv årtier, der er sendt fra The Metropolitan Opera, har der kun været tre værter på udsendelserne. Den første var Milton Cross, der virkede til sin død i 1975. Han blev fulgt at Peter Allen, som gik på pension efter sæsonen 2003-2004. Derefter tog Margaret Juntwait over.

## Hjemsteder

### Det gamle operahus
The Metropolitan Operas første hjem lå mellem 39. og 40. gade på Broadway. Huset åbnede den 22. oktober 1883 med en opførelse af Faust. Huset var tegnet af J. Cleaveland Cady, men blev ødelagt af en brand den 27. august 1892. Efter branden gennemgik bygningen en gennemgribende renovering. Den blev for lille ved århundredeskiftet. Der blev gjort forsøg på at finde større lokaler (fx Rockefeller Center), men det mislykkedes af økonomiske årsager. Først i 1966 flyttede kompagniet til Lincoln Center. Den gamle bygning blev ikke fredet, men revet ned i 1967.

### Det nuværende operahus
The Metropolitan Operas bygning med omtrent 4.000 siddepladser er tegnet af arkitekt Wallace K. Harrison. Det nye operahus åbnede den 16. september 1966 med en urpremiere: Samuel Barbers Antony and Cleopatra. Bygningen er dækket med hvid frådsten og østfacaden kendes på de fem store, ens buer. Lobbyen har to vægmalerier af Marc Chagall. Prosceniet måler 16,5 gange 16,5 meter. Scenetæppet er af gulddamask og er det største scenetæppe i verden.
The Metropolitan Opera har et skiftende repertoire af store operaer og opfører hver uge syv forestillinger af fire til fem forskellige værker. Den avancerede sceneteknik letter udskiftningen fra aften til aften.

## Eksterne links
- The Metropolitan Opera (officiel website) Arkiveret 12. juni 2014 hos  Wayback Machine
- Historien bag The Metropolitan Opera Arkiveret 1. april 2003 hos  Wayback Machine

40°46′22″N 73°59′03″V / 40.7728°N 73.9842°V